# Folke Nosslin
Folke Emanuel Nosslin, född 20 november 1883 i Trelleborg, död 12 juni 1973 i Lunds Allhelgonaförsamling, var en svensk bibliotekarie. Han var far till Bertil Nosslin. 
Nosslin, som var son till kyrkoherde Vilhelm Nosslin och Fredrika Sjöstedt, blev filosofie kandidat vid Lunds universitet 1906 och teologie kandidat där 1910. Han var amanuens vid Lunds universitetsbibliotek 1912, andre bibliotekarie där 1919 samt var stadsbibliotekarie i Malmö stad 1923–1948 och centralbibliotekarie i Malmöhus län 1930–1948.
Nosslin var Lunds studentkårs ordförande 1912, akademibokauktionator 1912–1923, medicinska fakultetens i Lund notarie 1914–1918, Malmö föreläsningsförenings föreståndare 1928–1938, justitieministerns tryckfrihetsombud i Malmö från 1934 och sekreterare i Sveriges allmänna biblioteksförening 1934–1938.